# 琉璃街

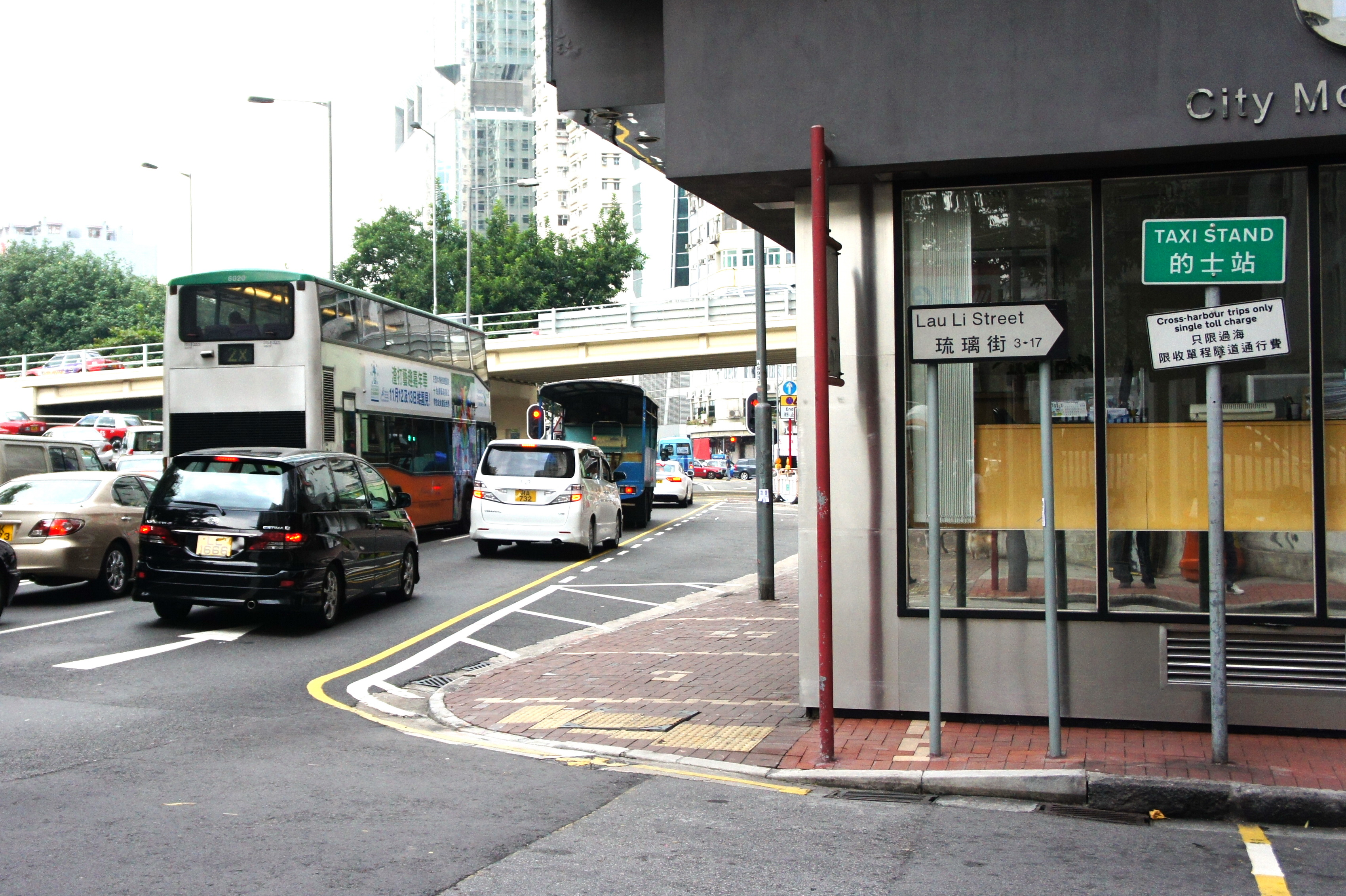
琉璃街與興發街（左）交界

琉璃街（英語：Lau Li Street）是香港一條街道，位於香港島銅鑼灣東面，連接興發街及英皇道，當中與電氣道及銀幕街交匯。正式地址是銅鑼灣（部份人俗稱天后地區）。

## 歷史
琉璃街於19世紀末至20世紀初為香港各間琉璃廠（即玻璃廠）的集中地，例如香港的第一間琉璃廠「明新公司」。當中很多為製造火水燈（煤油燈）的燈筒和燈座為主。後來由於拓展道路，將其中一條連接電氣道和天后廟前的新街道以「琉璃街」命名。

## 資料來源
1. ↑  侯勵英. . 《歷史教育網絡》網站. 2012-06  [2014-04-14]. （原始内容存档于2014-04-15）.